# Diogmites bromleyi
Diogmites bromleyi là một loài ruồi trong họ Asilidae. Diogmites bromleyi được Carrera miêu tả năm 1949. Loài này phân bố ở vùng Tân nhiệt đới.